# Municipio de Bullion
El municipio de Bullion (en inglés: Bullion Township) es un municipio ubicado en el condado de Golden Valley en el estado estadounidense de Dakota del Norte. En el año 2010 tenía una población de 28 habitantes y una densidad poblacional de 0,3 personas por km².

## Geografía
El municipio de Bullion se encuentra ubicado en las coordenadas 46°40′42″N 103°46′8″O / 46.67833, -103.76889. Según la Oficina del Censo de los Estados Unidos, el municipio tiene una superficie total de 92.93 km², de la cual 92,88 km² corresponden a tierra firme y (0,05 %) 0,05 km² es agua.

## Demografía
Según el censo de 2010, había 28 personas residiendo en el municipio de Bullion. La densidad de población era de 0,3 hab./km². De los 28 habitantes, el municipio de Bullion estaba compuesto por el 100 % blancos. Del total de la población el 0 % eran hispanos o latinos de cualquier raza.